# لی سو هی
لی سو هی (کره‌ای: 이소희؛ زادهٔ ۱۴ ژوئن ۱۹۹۴) بدمینتون‌باز اهل کره جنوبی است.